# Gertrude Elion
Gertrude Belle Elion (n. 23 ianuarie 1918, New York, SUA – d. 21 februarie 1999, Chapel Hill, Carolina de Nord, SUA) a fost o evreică americană specialistă în biochimie și farmacologie. În 1950 a creat două medicamente pentru a trata leucemia. În 1978 a inventat un nou mod prin care medicamentele antivirale atacau virușii fără să le facă rău celulelor sănătoase. În 1988 a primit Premiul Nobel pentru Fiziologie sau Medicină. 
Printre medicamentele create enumerăm:
- 6-mercaptopurine ("Purinethol"), primul tratatment al leucemiei;
- Azathioprine ("Imuran"), utilizat ca agent imunosupresiv la transplantul de organe;
- Allopurinol ("Zyloprim"), pentru tratatmentul gutei;
- Pyrimethamine ("Daraprim"), pentru malarie;
- Trimethoprim ("Septra"), pentru meningită, septicemie și infecții bacteriene ale tractului urinar și respirator;
- Acyclovir ("Zovirax"), pentru herpesul viral.